# Adaire Fox-Martin
Adaire Fox-Martin (* 1964) ist eine irische Managerin. Sie war von 2017 bis 2021 Vorstandsmitglied der SAP SE.

## Werdegang
Adaire Fox-Martin studierte von 1980 bis 1984 am Trinity College Dublin die Fächer Kunst, Englisch und Geschichte und schloss ihr Studium mit einem Bachelor of Arts mit Auszeichnung (Higher Diploma).
Nach dem Studium arbeitete Fox-Martin als Lehrerin in Irland und London.
1989 begann sie als Bildungsberaterin bei Oracle zu arbeiten, wo sie Softwareentwickler neue Programmiersprachen der vierten Generation – der sogenannten 4GL – lehrte. Darauf folgten unterschiedliche Rollen und Führungspositionen in dem Softwareunternehmen, zuletzt ab 2004 Vice President Government Education and Healthcare bei Oracle APAC (Asia Pacific Australia China).
2008 wechselte sie zu SAP als Leiterin der Public-Sector-Organisation für die Region Asien-Pazifik-Japan. Während ihrer Laufbahn bei SAP hatte Fox-Martin verschiedene Managementpositionen inne, u. a. als Präsidentin für SAP Asia Pacific Japan, bevor sie im Mai 2017 in den Vorstand von SAP berufen wurde. Gemeinsam mit Jennifer Morgan leitete sie von 2017 bis März 2020 das Ressort Global Customer Operations. Ihr Verantwortungsbereich war zunächst der Vertrieb in Europa, dem Mittleren Osten, Afrika und China. Von Ende April 2020 bis Januar 2021 stand sie dem gesamten weltweiten Vertrieb der SAP vor. Am 31. Januar 2021 beendete sie ihre Tätigkeit bei SAP.
Seit dem 1. Juli 2021 bekleidet Adaire Fox-Martin die Position der EMEA-Präsidentin bei Google Cloud.

## Auszeichnungen
- 2017 wurde sie vom Fortune-Magazin auf Platz 31 in die Liste der 50 einflussreichsten Frauen weltweit aufgenommen[7]

- Preisträgerin des Distinguished Leader Award der SAP-Region Asien-Pazifik-Japan (APJ)[5]